# Баркер (округ Брум, Нью-Йорк)
Баркер (англ. Barker) — місто (англ. town) в США, в окрузі Брум штату Нью-Йорк. Населення — 2509 осіб (2020).

## Демографія
Згідно з переписом 2010 року, у місті мешкали 2732 особи в 1021 домогосподарстві у складі 769 родин. Було 1114 помешкання
Расовий склад населення:
| - 95,7 % — білих - 0,8 % — чорних або афроамериканців - 0,6 % — азіатів - 0,1 % — корінних американців |

До двох чи більше рас належало 2,3 %. Частка іспаномовних становила 1,9 % від усіх жителів.
За віковим діапазоном населення розподілялося таким чином: 23,9 % — особи молодші 18 років, 64,0 % — особи у віці 18—64 років, 12,1 % — особи у віці 65 років та старші. Медіана віку мешканця становила 42,4 року. На 100 осіб жіночої статі у місті припадало 104,6 чоловіків;  на 100 жінок у віці від 18 років та старших — 102,7 чоловіків також старших 18 років.
Середній дохід на одне домашнє господарство  становив 72 767 доларів США (медіана — 63 015), а середній дохід на одну сім'ю — 80 569 доларів (медіана — 71 500). Медіана доходів становила 49 414 долари для чоловіків та 49 479 доларів для жінок. За межею бідності перебувало 8,4 % осіб, у тому числі 10,3 % дітей у віці до 18 років та 4,9 % осіб у віці 65 років та старших.
Цивільне працевлаштоване населення становило 1295 осіб. Основні галузі зайнятості: освіта, охорона здоров'я та соціальна допомога — 21,5 %, виробництво — 16,4 %, роздрібна торгівля — 12,0 %, транспорт — 8,8 %.